# Franz Wulf
Franz Wulf (* 1895 in Warendorf; † 1940) war ein deutscher Verleger.

## Tätigkeit als Verleger
Wulf gründete 1908 den Franz Wulf Verlag, Warendorf, als Verlag für die katholischen Vereinsbühnen.
Ab 1919 wurden jährlich mehr als 200 Titel (Spiele und Stücke) veröffentlicht.
1925 brachte Wulf in seinem Verlag die Zeitschrift Der Lustigmacher – Blätter für frohe Unterhaltung in Gesellschaft, Familie und Verein heraus, die bereits nach kurzer Zeit wieder eingestellt wurde.
Anfang der 1930er Jahre fungiert der Verlag Wulfs als Theater- und Musikverlag.
1937 warb Franz Wulfs Verlag in der Korrespondenz für das antisemitische Theaterstück Der tanzende Jude.